# Scarabaeus ritchiei
Scarabaeus ritchiei là một loài bọ cánh cứng trong họ Bọ hung (Scarabaeidae).